# Die Geschichte von Peter Hase

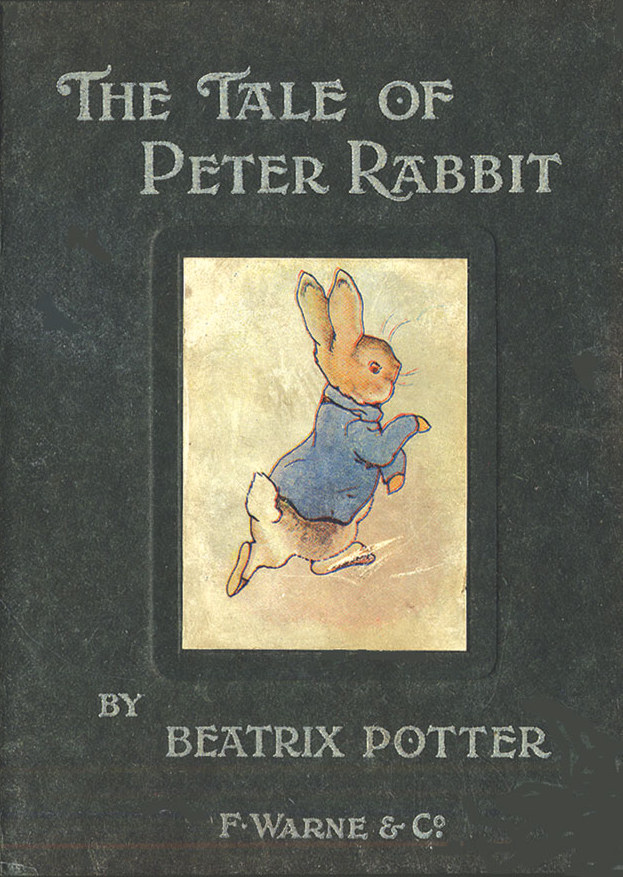
Titelseite der englischen Originalausgabe

Die Geschichte von Peter Hase (engl. Originaltitel: The Tale of Peter Rabbit), in jüngeren Übersetzungen auch Die Geschichte von Peter Rabbit genannt, ist ein 1902 publiziertes britisches Kinderbuch, das Beatrix Potter schrieb und illustrierte. Es war ihr erstes Kinderbuch, das von einem Verlag herausgegeben wurde.
Die Geschichte thematisiert das Abenteuer des neugierigen und unartigen Kaninchens Peter Rabbit, das verbotenerweise in den Garten von Mr. McGregor eindringt, dort von ihm entdeckt und gejagt wird. Es gelingt ihm schließlich zu entkommen und zu seiner Mutter zurückzukehren, die ihn, mit einer Dosis Kamillentee versehen, ins Bett steckt. Die Geschichte geht auf einen Bilderbrief zurück, den Beatrix Potter 1893 an den Sohn ihrer früheren Gouvernante, den fünfjährigen Noel Moore schickte, um den Erkrankten damit aufzuheitern. Zu Beginn des 20. Jahrhunderts griff Potter diese Geschichte wieder auf, überarbeitete sie und ließ sie – da sie zunächst keinen Verleger fand – privat in kleiner Auflage drucken, um damit Freunde und Bekannte zu beschenken. Der Verlag Frederick Warne & Co entschied sich schließlich, das Buch herauszubringen. Es war sofort ein Verkaufserfolg. Das Buch wurde noch im Erscheinungsjahr mehrfach aufgelegt und ist mittlerweile in 36 verschiedene Sprachen übersetzt.
Die Geschichte von Peter Rabbit zog seit seiner Erscheinung umfangreiches Merchandising nach sich: Spielzeug, Kinderteller, Nahrungsmittel, Kleidung, Filme und weitere Produkte stehen in Verbindung mit der Figur des Peter Rabbit. Beatrix Potter ist selbst dafür mitverantwortlich. Bereits 1903 gab sie eine Peter-Rabbit-Puppe in Auftrag und wenig später gab sie ein Peter-Rabbit-Brettspiel heraus.
Im Jahre 2016 jährt sich der Geburtstag von Beatrix Potter zum 150. Mal. Die Royal Mint, die Münzprägeanstalt des Vereinigten Königreichs, nahm dies zum Anlass, 50-Pence-Münzen mit einer Abbildung von Peter Hase prägen zu lassen. Es ist die erste britische Münze, die eine fiktive Gestalt aus einem Kinderbuch zeigt.

## Inhalt
Die Geschichte dreht sich um eine Familie anthropomorpher Kaninchen (in der Erstübersetzung ins Deutsche fälschlich als Hase bezeichnet). Die verwitwete Mutter Rabbit warnt ihren Nachwuchs davor, in den Gemüsegarten von Mr. McGregor einzudringen. Ihre Warnung ist sehr konkret:

„Euer Vater hatte dort einen schlimmen Unfall. Er wurde von Mr. McGregor zu einer Pastete verarbeitet.“

Während ihre drei Töchter sich an die Weisung der Mutter halten und entlang der Straße Brombeeren sammeln, läuft der unartige Peter sofort zu dem Garten und quetscht sich unter dem Tor hindurch, um dort Gemüse zu fressen. Er frisst weit mehr, als gut für ihn ist, und sucht deshalb nach Petersilie. Auf der Suche wird er jedoch von Mr. McGregor entdeckt und verliert Jacke und Schuhe, während er zu entkommen versucht. Auf der Flucht vor Mr. McGregor versteckt er sich in einer Gießkanne, die leider noch voll Wasser ist. Aber Mr. McGregor findet ihn, und nur mit viel Glück entkommt Peter Rabbit aus dem Fenster. Er weiß den Weg nicht mehr zurück und muss sich erst an einer Katze vorbeischleichen, bis er das Tor findet, unter dem hindurch er in den Garten geschlüpft ist. Wieder entdeckt ihn Mr. McGregor, aber Peter Rabbit gelingt rechtzeitig die Flucht unter dem Tor hindurch. Derweil hängt Mr. McGregor Peters kleine Jacke und die Schuhe als Vogelscheuche auf. Zu Hause steckt ihn seine Mutter ins Bett und gibt ihm Kamillentee zu trinken, während seine Schwestern Flopsy, Mopsy und Buschelschwanz Brot, Milch und Brombeeren zum Abendessen erhalten.

## Entstehungsgeschichte
Die 1866 geborene Beatrix Potter gehörte einer sehr wohlhabenden Familie der oberen britischen Mittelschicht an. Wie für Mädchen ihres Zeitalters und ihrer sozialen Schicht typisch, wurde Beatrix Potter ausschließlich zu Hause erzogen. Ihr und ihrem Bruder Bertram war jedoch erlaubt, eine ungewöhnlich große Menagerie an Haustieren zu halten. Sie hatten unter anderem Hunde, hielten Mäuse, Frösche, Eidechsen und Molche sowie Kaninchen. Bertram pflegte auch Fledermäuse, einen Turmfalken sowie einen Häher. Die meisten dieser Tiere wurden von Beatrix Potter auch gezeichnet. Wegen ihres offensichtlichen Talentes empfahl ihre Gouvernante den Eltern 1878, einen zusätzlichen Zeichenlehrer zu engagieren, und Beatrix erhielt über die nächsten fünf Jahre Zeichen- und Malunterricht bei einer Miss Cameron. Ihr Vater, der ein begeisterter Fotograf war, brachte ihr darüber hinaus das Fotografieren bei.

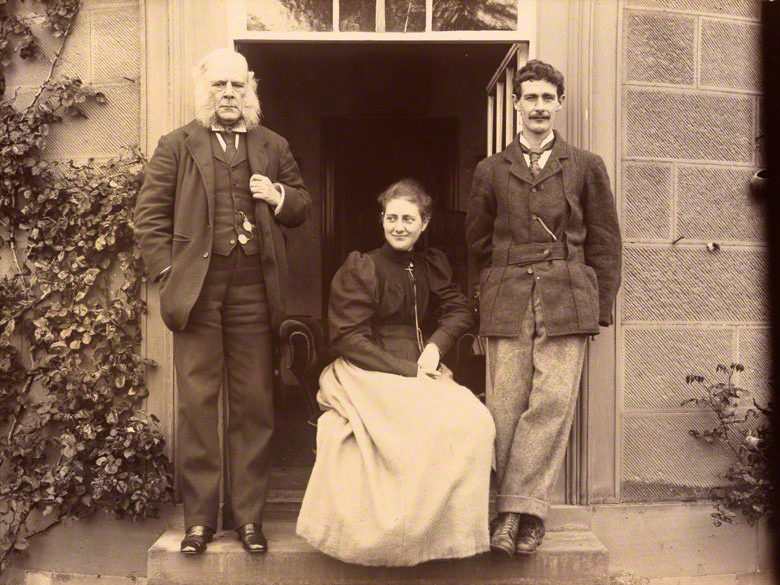
Beatrix Potter im Jahre 1894 mit ihrem Vater Rupert und ihrem Bruder Bertram

Zeichnen und Aquarellieren war für Beatrix Potter eine der Möglichkeiten, dem langweiligen Leben zu entkommen, das die sozialen Konventionen für eine Frau ihrer Zeit und ihrer Schicht vorsahen. Während der 1890er Jahre konzentrierte sich Potter sehr erfolgreich auf naturkundliche Illustrationen, an Kinderbücher dachte sie noch nicht. Die Anfänge ihrer Arbeit an Kinderbüchern gehen trotzdem auf die frühen 1890er Jahre zurück. Beatrix Potter schrieb Bilderbriefe an Kinder ihres weiteren Familienkreises sowie an die Kinder ihrer ehemaligen Gouvernante. Sie übte damit unbewusst, eine Verbindung zwischen Text und bildlicher Umsetzung zu erlernen, die Kinder zu fesseln vermochte. Meist griff sie in den Bilderbriefen kurze Momente auf, die sie beobachtet hatte: Eine Katze, die zwei Fische zu erhaschen versucht; ein Esel, dessen Augen mit einer Schürze verbunden werden, damit man ihn auf eine Fähre führen kann, oder tanzende Hunde eines Zirkus. Ein Brief an ein an Mumps erkranktes Kind, in dem sie erläutert, dass sie es wegen der Ansteckungsgefahr nicht besuchen kann, ist von der Zeichnung einer davonlaufenden Frau begleitet, die von einer kleinen Gruppe von „Mumpsen“, grotesken Figuren mit kurzen Beinen und geschwollenen Köpfen, verfolgt wird. Am 4. September 1893 taucht in einem Brief, den die 27-jährige Beatrix Potter an den fünfjährigen Noel Moore, Sohn ihrer ehemaligen Gouvernante, schrieb, erstmals die Figur des Peter Rabbit auf: „Ich weiß nicht, was ich schreiben soll, und so werde ich dir die Geschichte von vier kleinen Kaninchen erzählen.“ Held der Geschichte war Potters eigenes Kaninchen Peter.
Ihre frühere Gouvernante Annie Moore regte zu Beginn des Jahres 1900 an, die Bilderbriefe, die die Moore-Kinder über die Jahre von Potter erhalten hatte, in ein Kinderbuch zu verarbeiten. Alle ihre Briefe waren aufbewahrt worden und Beatrix Potter ausgeliehen, so dass sie sich von ihnen zu einer geeigneten Geschichte inspirieren lassen konnte. Sie entschied sich für die Geschichte von Peter Rabbit. Die im Brief von 1893 erzählte Geschichte war allerdings zu kurz, so dass sie die Handlung erweitern und um weitere Zeichnungen ergänzen musste. Die sechs Verlage, denen sie Ansichtsexemplare zusendete, lehnten ab. Einige wollten mehr farbige Illustrationen, andere wünschten sich einen Text in Gedichtform. Potter hatte aber präzise Vorstellungen, welche Form „ihr“ Kinderbuch haben sollte und wie hoch der Preis sein sollte, zu dem es in den Verkauf kommen sollte. Sie entschied sich, Die Geschichte von Peter Hase zunächst auf eigene Rechnung drucken zu lassen. Am 16. Dezember 1901 erschien das Buch erstmals in einer Auflage von 250 Exemplaren, von denen die Autorin die meisten verschenkte.
Der Verlag Frederick Warne & Company gehörte zu denen, die zunächst ablehnend auf Potters Ansichtsexemplare reagiert hatten. Der Verlag entschied sich dann um, weil es im Verlagsprogramm an Werken fehlte, die auf dem zunehmend interessant werdenden Kinderbuchmarkt konkurrieren konnten. Die Verhandlungen mit Beatrix Potter waren zäh – ihr lag daran, dass das Buch möglichst preisgünstig auf den Markt kam und nahm es hin, dass sie für die zunächst angedachten 5000 Exemplare nur ein Honorar von 20 Britischen Pfund erhalten würde. Wichtiger war ihr das Copyright an späteren Auflagen – sollte Frederick Warne & Company das Buch nicht noch einmal auflegen, wollte sie in der Lage sein, die Rechte an einen anderen Verlag zu verkaufen. Die Verhandlungen wurden dadurch erschwert, dass Potter im Jahre 1902 als unverheiratete Frau aufgrund der herrschenden Gesetzeslage, trotz ihrer 35 Jahre als nur beschränkt geschäftsfähig galt. Ohne Zustimmung ihres Vaters durfte sie keinen Vertrag unterzeichnen. Es ist nicht sicher belegt, dass Rupert Potter seine Tochter in das Büro des Verlages begleitete, um die finale Vertragsversion zu überprüfen. Es ist aber ein Brief von Beatrix Potter an ihren Verlag erhalten, in dem sie sich im Vorfeld dafür entschuldigt, dass ihr Vater gelegentlich schwierig sei.
Am 2. Oktober 1902 kam „Die Geschichte von Peter Rabbit“ offiziell heraus. Der Verlag hatte die Zahl der ersten Auflage von 5000 auf 8000 Exemplare erhöht, die aber bereits verkauft waren, noch bevor das Buch im Handel erhältlich war. Zum Ende des Jahres waren bereits mehr als 28.000 Exemplare gedruckt worden und ein Jahr nach Erstveröffentlichung betrug die Zahl der verkauften Peter-Hase-Bücher 56.470 Exemplare. Frederick Warne & Company hatte den Fehler begangen, sich nicht das Copyright in den Vereinigten Staaten zu sichern. Raubdrucke erschienen dort schon im Jahre 1903, während der Verlag die Zusammenarbeit mit Beatrix Potter fortsetzte und Die Geschichte von Eichhörnchen Nusper (engl. Originaltitel: The Tale of Squirrel Nutkin) herausbrachte.

## Genre
Die Geschichte von Peter Rabbit gehört zur phantastischen Kinder- und Jugendliteratur. Vorreiter in diesem Genre war insbesondere die angelsächsische Literatur. Peter Rabbit zählt gemeinsam mit Alice im Wunderland (1865) von Lewis Carroll, Peter Pan (1911) von J. M. Barrie, Pu der Bär (1926) von A. A. Milne, Der Wind in den Weiden (1908) von Kenneth Grahame, Psammy sorgt für Abenteuer (1902) von Edith Nesbit und Der Hobbit (1937) von J. R. R. Tolkien zu den Klassikern dieses Genres. Phantastische Kinder- und Jugendliteratur entstand in diesem Zeitraum jedoch auch in anderen Ländern. Es zählen dazu unter anderem Pinocchio (1865) von Carlo Collodi, Bambi (1923) von Felix Salten, die Die wunderbare Reise des kleinen Nils Holgersson mit den Wildgänsen (1906) der schwedischen Literatur-Nobelpreisträgerin Selma Lagerlöf und Gerdt von Bassewitz’ Schilderung von Peterchens Mondfahrt (1911) sowie L. Frank Baums Der Zauberer von Oz (1900), der als erster amerikanischer Roman dieser Gattung gilt, und Die Biene Maja und ihre Abenteuer (1912) von Waldemar Bonsels.

## Einflüsse
Beatrix Potter war von klein auf mit den Arbeiten von Walter Crane, Kate Greenaway und Randolph Caldecott vertraut. Alle drei Illustratoren zogen es vor, ihre Figuren in Kleidung des frühen 19. Jahrhunderts zu zeichnen. Diese Konvention hat Beatrix Potter in ihren späteren Arbeiten ebenfalls aufgegriffen. Ihr Vater schätzte Caldecott in besonderem Maße und erwarb drei Zeichnungen aus dem Zyklus The Three Jovial Huntsmen (Die drei drolligen Jäger) aus dem Jahre 1880 von ihm. Das Erwerbsdatum ist nicht bekannt, aber Beatrix zeichnete wiederholt Kopien dieser Arbeiten und übernahm dabei unbewusst auch Teile seiner Arbeitsweise: die helle Farbpalette, die sparsam eingesetzten Linien und die Nutzung weiß bleibenden Papiers.
Von Einfluss sind außerdem die Uncle Remus Stories des US-amerikanischen Autors Joel Chandler Harris, die 1880 erstmals erschienen. Die Geschichten wurden in der Familie Potter gelesen, und zwischen 1893 und 1896 zeichnete Beatrix Potter acht Illustrationen zu Geschichten von Harris. Harris’ Erzählungen, in denen sprechende Tiere eine große Rolle spielten, hatten sowohl in Großbritannien als auch in Nordamerika einen großen Einfluss auf zeitgenössische Autoren. Der Humor war subversiv, die Dialoge virtuos, die Geschichten spannend und ein Protagonist der Geschichten, der gleichzeitig ausgesprochen gerissen, listig und charmant war, faszinierte ein großes Lesepublikum. Der Charme der Geschichten lag aber auch darin, dass diese scheinbar naiven Fabeln in ganz alltäglichen Situationen angesiedelt waren. Wie Potter wurden auch Autoren wie Rudyard Kipling, Kenneth Grahame und A. A. Milne von diesen Geschichten wesentlich beeinflusst.
Bunte Bilderbücher in einer kindgerechten Sprache fanden erst zum Ende des 19. Jahrhunderts einen größeren Käufermarkt. Entsprechend begann eine Reihe britischer Verlage, Bilderbücher für Kinder zu verlegen, und hatten damit kommerziellen Erfolg. Erfolgreich waren unter anderem die Golliwog-Bücher, die erstmals 1895 herauskamen. Noch erfolgreich war The Story of Little Black Sambo, ein kleinformatiges Bilderbuch von Helen Bannermann, einer in Indien lebenden Schottin, das im Jahr 1899 erschien. Little Black Sambo, das wegen des Verkaufserfolges in vier Monaten vier Mal neu aufgelegt werden musste, inspirierte Beatrix Potter auch zu dem Format, das ihre Bilderbücher haben sollten. Der Erfolg, den diese Bücher hatten, war schließlich auch der Grund, aus dem Frederick Warne & Company sich entschied, in dieses Marktsegment einzusteigen und Potters Erzählung zu veröffentlichen.

## Verfilmung
Eine unter der Regie von Will Gluck entstandene freie Verfilmung des Stoffes kam unter dem Titel Peter Hase (OT: Peter Rabbit) Anfang 2018 in die Kinos.

## Tonaufnahme
1988 wurde eine Aufnahme veröffentlicht, gelesen von Meryl Streep und komponiert von Lyle Mays.

## Trivia

### Weiteres Leben der Autorin

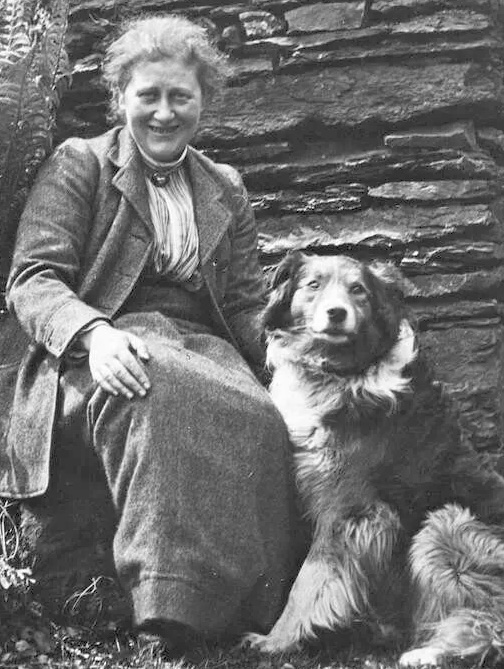
Beatrix Potter auf ihrer Farm im Lake District. Die Einkünfte aus ihren Bilderbüchern erlaubten ihr, diese zu erwerben und sich von ihren Eltern unabhängig zu machen.

Beatrix Potter verlobte sich 1905 im Alter von 39 Jahren mit Norman Warne, der sie beim Verlag Frederick Warne & Company betreute. Die Verlobung stieß auf heftigen Widerstand bei Potters Eltern, was dazu führte, dass die Verlobung nie offiziell bekannt gegeben wurde. Warne starb jedoch kurz nach der Verlobung plötzlich an einer Krankheit. Der Tod ihres Verlobten führte zu einem sich verschärfenden Bruch mit ihren Eltern. Mit dem Ertrag aus dem Verkauf ihrer Bilderbücher – nach Peter Rabbit waren jährlich zwei weitere Bildergeschichten erschienen – erwarb Potter im Lake District eine Farm und zog sich dorthin zurück. Sie war am Ende ihres Lebens eine erfolgreiche Schafzüchterin und trug wesentlich dazu bei, die charakteristische Landschaft des Lake Districts zu bewahren, indem sie den Grundbesitz, den sie bis 1943 erwarb, dem National Trust übereignete.

### Wertvolle Erstauflage
Im Jahr 2016 wurde ein Exemplar aus der privat gedruckten Erstedition von „Die Geschichte von Peter Hase“ auf einer Website für seltene Bücher verauktioniert. Der Ausrufpreis lag bei 18.000 Britischen Pfund, rund 23.000 Euro. Einer der vorherigen Besitzer war der 1905 geborene Henry Thynne, 6. Marquess of Bath. Das Buch trägt noch das Exlibris dieses vorherigen Eigners. Die britische Zeitung The Guardian bezeichnet den Zustand des Buches in einem Artikel über die Versteigerung als ausgezeichnet.

## Online-Version der Geschichte
Die englische Fassung mit den Zeichnungen von Beatrix Potter ist unter folgendem Link zugänglich: The Tale of Peter Rabbit. In Deutschland unterliegt die Fassung noch dem Urheberrecht.

## Einzelbelege
1. ↑  Margaret Mackey: Beatrix Potter’s Peter Rabbit. Lanham 2002, S. 33.
2. 1 2 3 4  The Guardian: Rare Edition of Beatrix Potter's Peter Rabbit set to sell for 18.000 British Pounds, 4. März 2016, aufgerufen am 4. März 2016
3. ↑   Beatrix Potter: Die Geschichte von Peter Rabbit. Übersetzung von Anna Maria Graf.
4. ↑   Lear: Beatrix Potter. 2007, S. 38
5. ↑   Lear: Beatrix Potter. 2007, S. 127.
6. ↑   Lear: Beatrix Potter. 2007, S. 86. Im Original lautet das Zitat: I don’t know what to write to you, so I shall tell you a story about four little rabbits whose names were – Flopsy, Mopsy, Cottontail, and Peter.
7. ↑   Lear: Beatrix Potter. 2007, S. 143.
8. ↑   Lear: Beatrix Potter. 2007, S. 143.
9. ↑   Lear: Beatrix Potter. 2007, S. 148.
10. ↑   Lear: Beatrix Potter. 2007, S. 149.
11. ↑   Lear: Beatrix Potter. 2007, S. 149.
12. ↑   Lear: Beatrix Potter. 2007, S. 33
13. ↑   Lear: Beatrix Potter. 2007, S. 47.
14. ↑   Lear: Beatrix Potter. 2007, S. 47.
15. ↑   Lear: Beatrix Potter. 2007, S. 131.
16. ↑   Lear: Beatrix Potter. 2007, S. 144 und S. 145.
17. ↑  Peter Hase in der Internet Movie Database
18. ↑  Tale of Peter Rabbit/Tale of Mr. Jeremy Fisher/Tale of Two Bad Mice - Meryl Streep | Songs, Reviews, Credits | AllMusic. Abgerufen am 4. April 2022 (englisch).